# Верінар
Верінар (помер 30 жовтня 982) — бенедиктинець, кардинал X століття, небіж святого Ульріха Аугсбурзького, абат Фульдського монастря з 968 року до самої смерті.
Під час його абатства, монастир отримав численні привілеї та пожертвування від папи Івана XIII, імператорів Оттона I та його сина Оттона II. Останнього Верінар супроводжував у його італійському поході в 981 році, де ледь не загинув у битві біля Кротоне. Прийняв сан кардинала-пресвітера чи кардинала-диякона 982 року. У тому ж році помер під час походу проти греків та Сицилійського емірату, похований у Borgo San Donnino.